# Jamie Noble
James Howard Gibson (23 de desembre de 1976 -), més conegut com a Jamie Noble és un lluitador professional nord-americà, que treballa actualment a la marca de RAW de l'empresa World Wrestling Entertainment (WWE).